# Lista över borgmästare i Enköping
Detta är en lista över staden Enköpings stads borgmästare.

## Borgmästare i Enköping
Borgmästare i Enköpings stad före 1971.

### Justitieborgmästare
| Ämbetstid | Namn                    | Levnadstid | Övrigt                        |
| --------- | ----------------------- | ---------- | ----------------------------- |
| –1723     | Lars Hofstedt           | –1724      |                               |
| 1726–1737 | Peter Herkepæus         | 1691–1764  | Senare borgmästare i Uppsala. |
|           | Johan Schwede           |            | Senare borgmästare i Arboga.  |
| 1762–1794 | Per Sadelin             | 1726–      |                               |
| 1841–1865 | Ludvig Reinhold Kistner | 1814–1865  |                               |